# Leidener Wigalois-Handschrift
Die Leidener Wigalois-Handschrift ist das älteste illuminierte Manuskript des Artusromans Wigalois des Wirnt von Grafenberg. Sie wird heute unter der Signatur LTK 537 in der Universitätsbibliothek Leiden aufbewahrt und ist in der Wigalois-Forschung auch als Handschrift B bekannt.

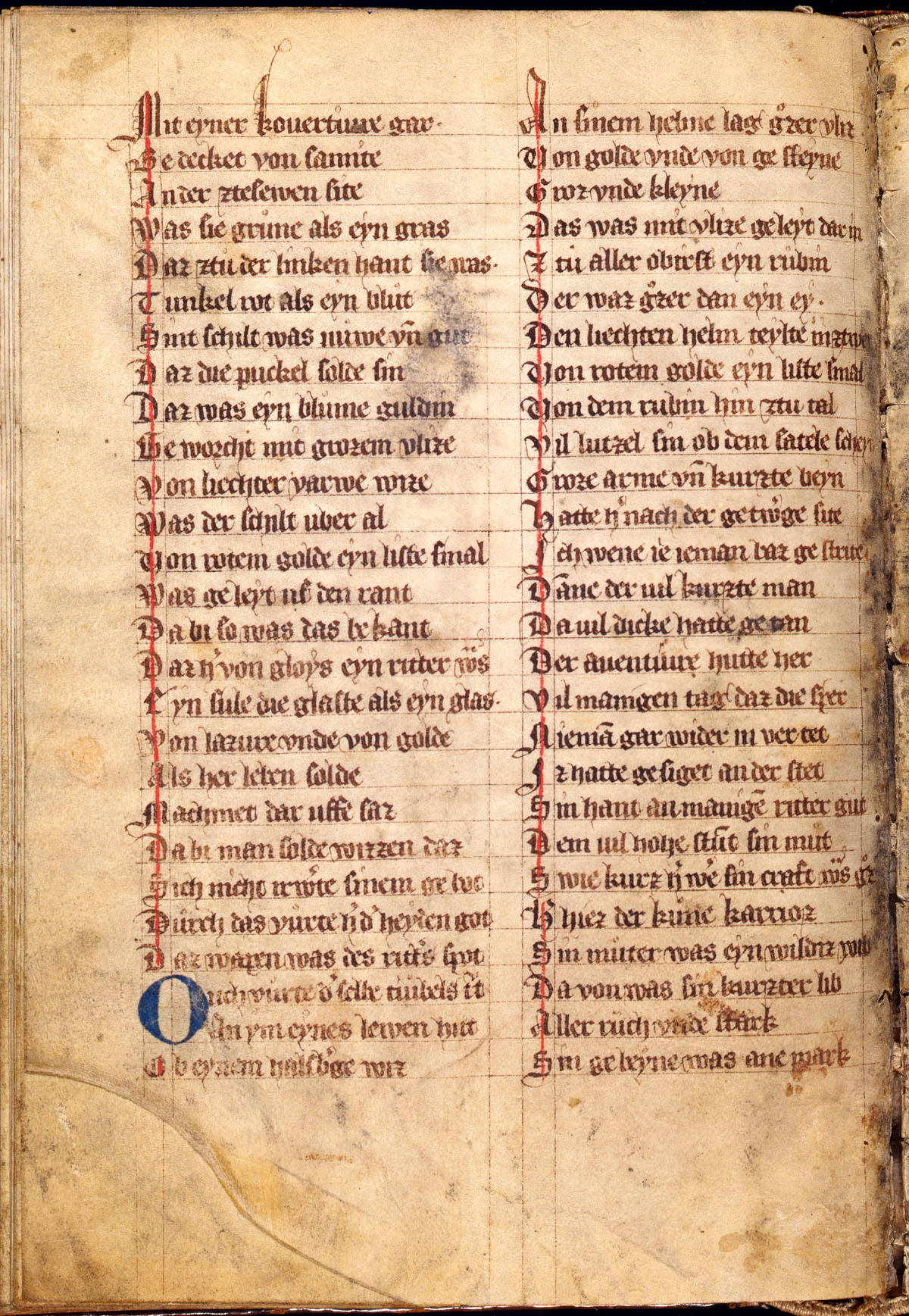
Universitätsbibliothek Leiden, LTK 537, fol. 70v (um 1372)

## Beschreibung

### Kodikologie
Es handelt sich um eine Pergamenthandschrift aus 115 Blättern mit je einem vor- und nachgehefteten Blatt des Formats 241 × 167 mm. Die Seiten sind zweispaltig in einem Schriftspiegel der Größe 182 × 136 mm beschrieben.
Im Codex ist nur der Wigalois enthalten.

### Schrift
Der Text besteht überwiegend aus einer gotischen Minuskelschrift und ist in Versen abgesetzt. Der Versbeginn wird mit einer rubrizierten Majuskel ausgezeichnet, ein neuer Textabschnitt durch eine zweizeilige rote oder blaue Lombarden.

### Sprache
Der Schreiber scheint vornehmlich Niederdeutsch geschrieben zu haben, wie das von ihm verfasste Kolophon zeigt. Die von ihm verwendete Wigalois-Vorlage jedoch wird eine mitteldeutsche, vielleicht thüringische Handschrift gewesen sein. Interessanterweise treten in den Spruchbändern der Miniaturen sprachliche Mischformen auf, wo Verse direkt aus dem Roman übernommen werden, wohingegen Mittelniederdeutsch bei Neuschöpfung der Spruchbandtexte begegnet.

### Miniaturen
LTK 537 enthält 47 zumeist halbseitige Miniaturen.

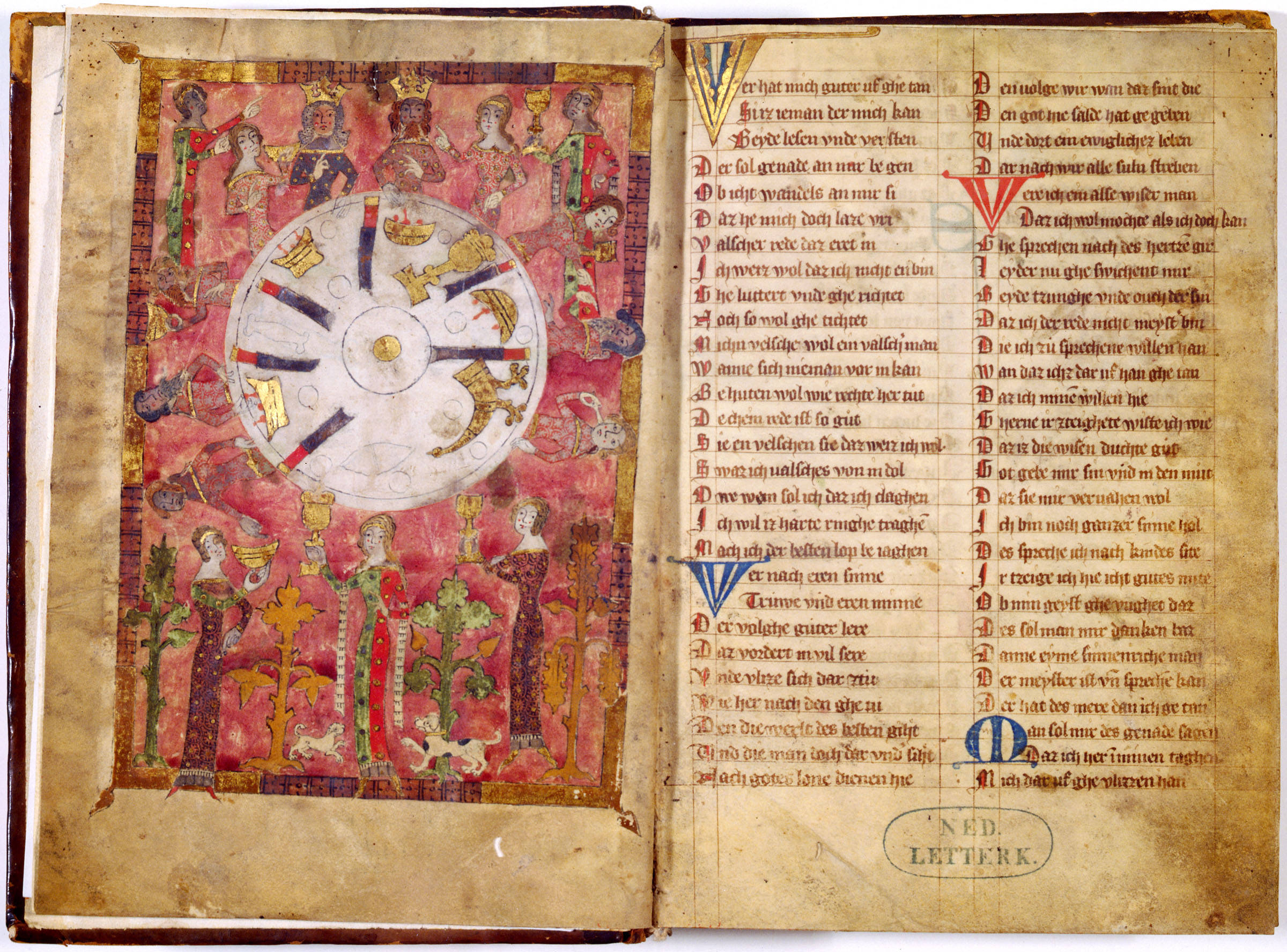
Universitätsbibliothek Leiden, LTK 537, Vorblatt und fol. 1r
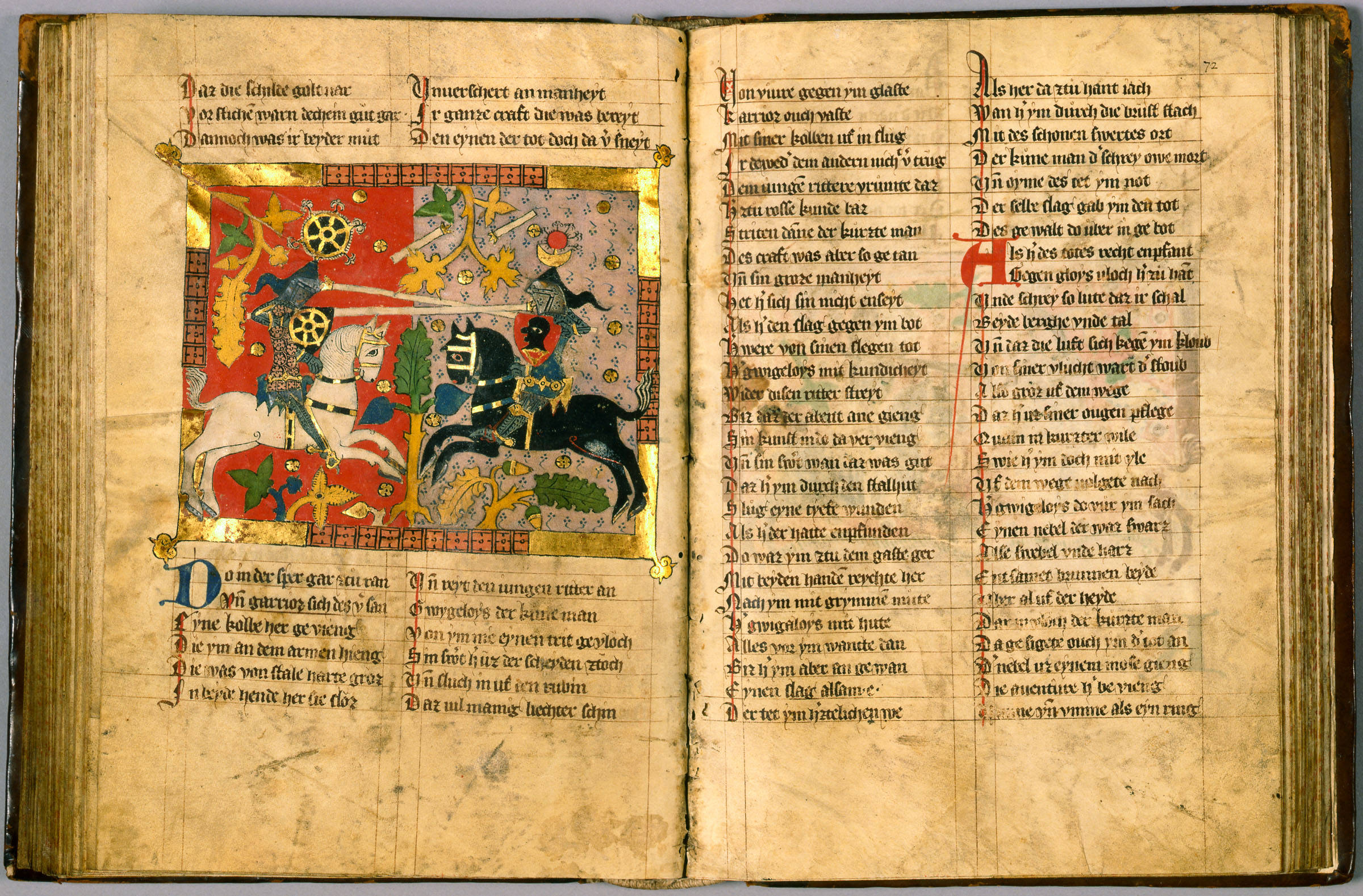
Universitätsbibliothek Leiden, LTK 537, fol. 71v/72r
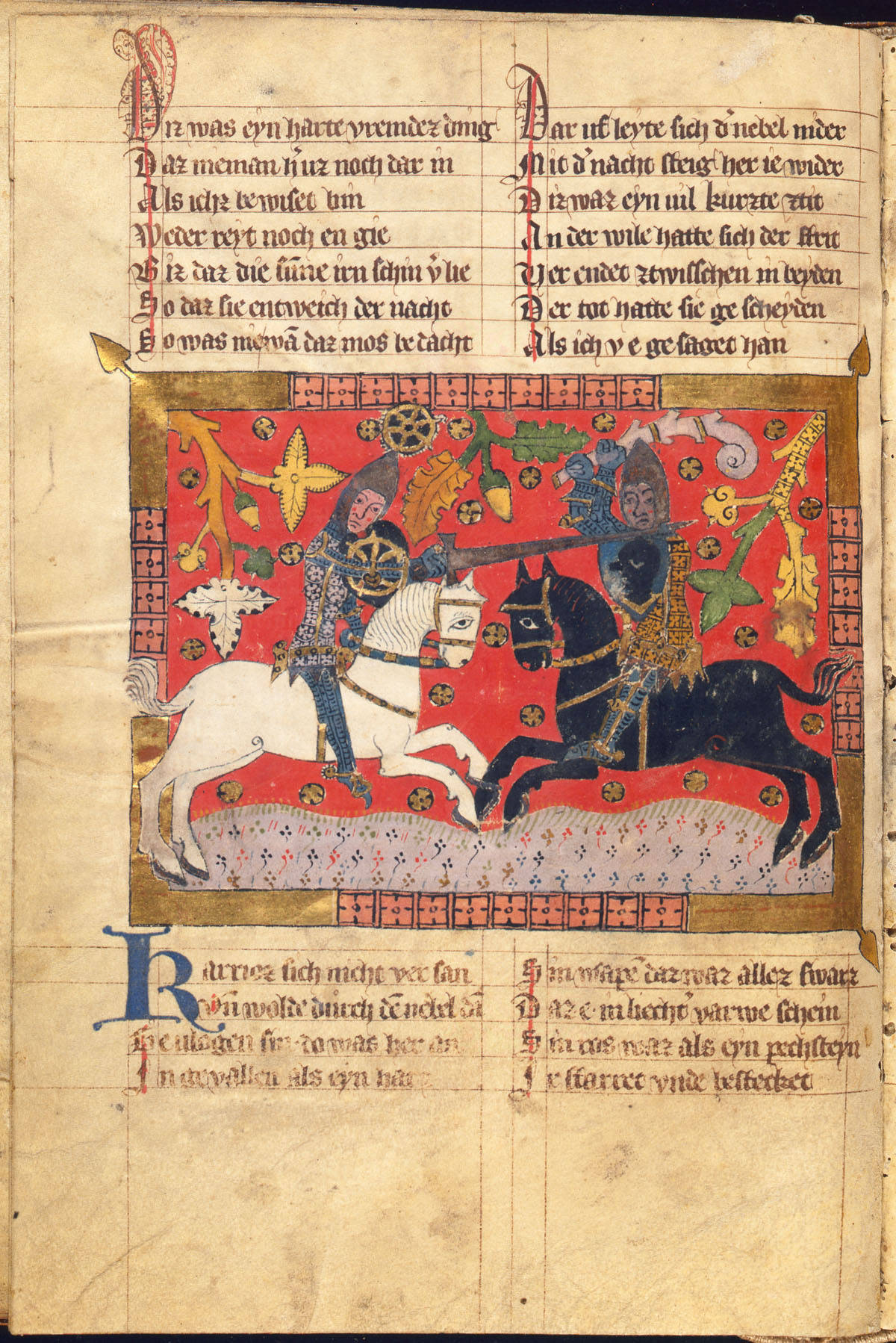
Universitätsbibliothek Leiden, LTK 537, fol. 72v
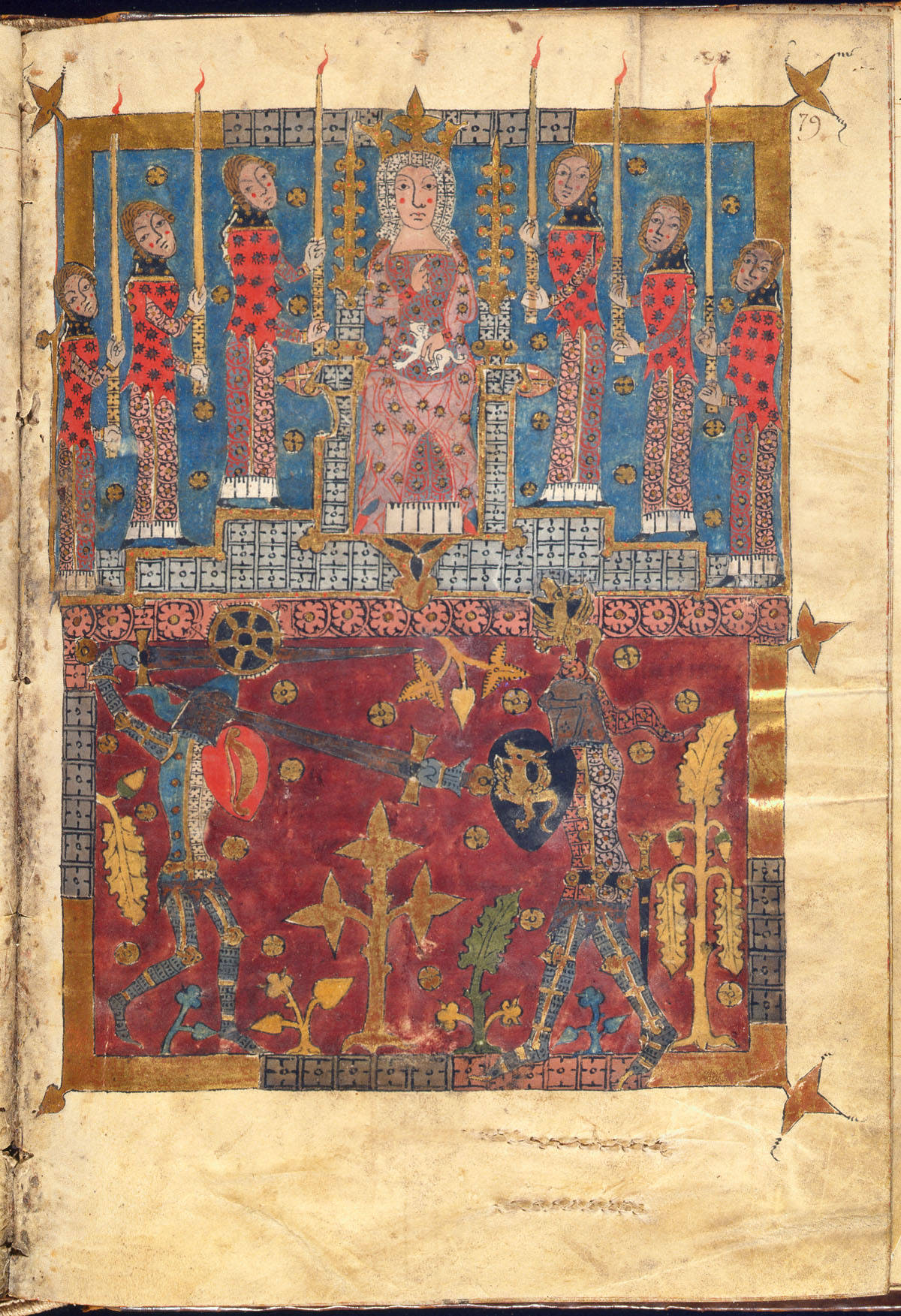
Universitätsbibliothek Leiden, LTK 537, fol. 79r

## Entstehung
Geschrieben wurde das Buch nach Ausweis des Kolophons auf fol. 117v 1372 von einem Mönch aus dem Zisterzienserkloster Amelungsborn mit dem Namen Jan von Braunschweig. Die Handschrift entstand für Herzog Albrecht I. von Braunschweig-Grubenhagen, dessen Wappen auf einem nachgeschalteten Blatt neben der Schreiberminiatur zu sehen ist. Der Kolophontext lautet:
„Dit bok is ghescreven na godes bort dritteynhundert jar in deme twe unde Seventigesten jare in dem hilghen avende to twelften. unde heft ghescreven her jan von brunswik monek tho (ame)l(un)gesbo(rn) und dit bok hort hertzoghen alberte here tho brunswik [unleserlich].“

## Provenienz
Nach der Herstellung im Kloster Amelungsborn wird die Handschrift in den Besitz Herzog Albrechts übergegangen sein. Von Cyriacus Spangenberg ging die Handschrift an die Grafen von Mansfeld über, deren Schlossprediger Spangenberg war. Peter Ernst I. von Mansfeld, spanischer Statthalter Luxemburgs, könnte die Handschrift in diese Region mitgenommen haben. Dort wird sie 1674 vom Gelehrten Alexander Wiltheim in seiner Schrift Vita venerabilis Yolandae als Bestand seiner Bibliothek geführt. 1789 vermachte der Amsterdamer Zacharias Henric Alewijn die Handschrift der Maatschappij der Nederlandse Letterkunde, die sie als Langzeitdauerleihgabe an die Leidener Universitätsbibliothek stellt.